# 曹静
曹静，中华人民共和国政治人物、全国脱贫攻坚先进个人。

## 生平
曹静任无为市扶贫开发工作办公室主任。因在脱贫攻坚战中作出突出贡献，2021年2月25日全国脱贫攻坚总结表彰大会上，曹静被授予“全国脱贫攻坚先进个人”。